# Downarszczyzna
Downarszczyzna (biał. Даўнаршчына, Daunarszczyna; ros. Довнарщина, Downarszczina) – wieś na Białorusi, w obwodzie mińskim, w rejonie stołpeckim, w sielsowiecie Rubieżewicze.

## Historia
W dwudziestoleciu międzywojennym leżała w Polsce, w województwie nowogródzkim, w powiecie stołpeckim, w gminie Rubieżewicze. W 1921 miejscowość liczyła 122 mieszkańców, zamieszkałych w 22 budynkach, wyłącznie Polaków. 121 mieszkańców było wyznania rzymskokatolickiego i 1 prawosławnego. Położona była wówczas w pobliżu granicy ze Związkiem Sowieckim. 
Po II wojnie światowej w granicach Związku Sowieckiego. Od 1991 w niepodległej Białorusi.